# Trichostomum portoricense
Trichostomum portoricense là một loài Rêu trong họ Pottiaceae. Loài này được H.A. Crum & Steere miêu tả khoa học đầu tiên năm 1956.